# Орбитален модул
Орбиталният модул е сферичен компонент на съветско/руската поредицата космичевски кораби Союз. Модулът е проектиран да се използва само в космоса и затова не е нужно да се укрепява за да издържи обратното навлизане в атмосферата. Това му дава възможността да има повече обитаем обем и по-малко тегло от други пилотирани кораби. Служи основно за почивка на екипажа и за процедури свързани с хигиената по време на полет.
Орбиталния модул на китайския кораб Шънджоу е конструиран така, че да може да носи слънчеви панели и може да работи като самостоятелен кораб. Планирания европейско/руски кораб CSTS (Crew Space Transportation System) също ще е съставен от три модула и ще включва орбитален модул.